# 查里爾·查普斯
查里爾·查普斯（皇家轉寫：Charyl Chappuis；1992年1月12日—)，泰國足球運動員，生於瑞士。目前效力於泰國乙組足球聯賽的曼谷
，司職進攻中場。